# Consulat général de Tunisie à Lyon
Le consulat général de Tunisie à Lyon est une représentation consulaire de la République tunisienne en France. Il est situé avenue du Maréchal Foch, à Lyon, en Rhône-Alpes.

## Consuls généraux
Les consuls généraux de Tunisie à Lyon ont été successivement :
| Date de nomination | Date de nomination | Date de remise des lettres de créance | Date de remise des lettres de créance | Consul général       |
| ------------------ | ------------------ | ------------------------------------- | ------------------------------------- | -------------------- |
| 22 mars 2010       | [ JORT 1 ]         |                                       |                                       | Sabri Bachtobji      |
| 3 décembre 2011    | [ JORT 2 ]         |                                       |                                       | Abdelwaheb Bouzouita |
| 3 décembre 2013    | [ JORT 3 ]         | 31 mai 2014                           | [ JORF 1 ]                            | Adel Ben Lagha       |
| 13 septembre 2018  | [ JORT 4 ]         |                                       |                                       | Sami Ben Sik Salem   |